# Pearl-White Eve
「Pearl-White Eve」（パール・ホワイト・イヴ）は、1987年11月6日に発売された松田聖子24枚目のシングル。規格品番：07SH 2000（EP盤）

## 解説
曲のイメージにあわせた、白いヴァイナルでEP盤が発売された。2004年に紙ジャケット仕様の完全生産限定盤12cmCDとして再リリース。
発売前の告知広告などには「妖精たちのTea Party」がC/Wとして記載されていた。そちらは同月にリリースされたベスト・アルバム『Snow Garden』に収録されている。
作曲は同年にアルバム『Strawberry Time』で楽曲を提供していた大江千里。大江は1988年「日本作曲大賞」で「優秀作曲者賞」を獲得している。また、2003年にセルフカバーアルバム『home at last〜Senri Sings Senri〜』で本曲をカバーしている。
邦楽のシングルでは初のクリスマスソングにてオリコンチャート1位を獲得した曲とされる。
この曲でフジテレビ系「夜のヒットスタジオ」(当時は「夜のヒットスタジオDELUXE」）に、結婚前の「天使のウィンク」（1985年1月14日放送）で出演して以来、2年10か月ぶりに登場（1987年11月4日放送）。本来は前作「Strawberry Time」が産休からの復帰作であったが、発売時期に丁度、かつて交際していた郷ひろみがマンスリーゲストとして1か月半に渡り出演しており、ニアミスを回避するという意味合いから出演自粛を余儀なくされた。TBS系「ザ・ベストテン」、日本テレビ系「歌のトップテン」には一度も登場せず、同曲を披露する機会はなかった。

## 収録曲
※全て作詞：松本隆／作曲：大江千里／編曲：井上鑑
1. Pearl-White Eve[4:46]
2. 凍った息[4:11]

## 関連作品
- Pearl-White Eve
  - オリジナル・アルバム未収録
  - Seiko Monument
  - Complete Bible
  - SEIKO SUITE
  - Best of Best 27
  - Premium Diamond Bible
  - Diamond Bible
  - SEIKO STORY〜80's HITS COLLECTION〜
  - Seiko Matsuda Hit Collection Vol.2
  - Seiko Matsuda Sweet Days
  - Seiko Matsuda 40th Anniversary Bible -bright moment-
- Pearl-White Eve （Album Version）
  - Snow Garden
  - Christmas Tree
  - Winter Tales
  - Seiko Matsuda Christmas Songs
- 凍った息
  - Seiko Monument
  - Complete Bible
  - Winter Tales
  - SEIKO SUITE
  - Seiko Matsuda Christmas Songs
  - Touch Me, Seiko II
  - Seiko Matsuda Sweet Days

## カバー
Pearl-White Eve
- 米光美保（東京パフォーマンスドール） - アルバム『Cha-DANCE Party Vol.3』（1991年）に収録。
- V.O.X. - アルバム『LOVER'S CHRISTMAS』（1992年）に収録。ロサンゼルスのコーラスグループによるアカペラカバーで、訳詞はケビン・クイン、編曲はGuy Maedaが担当。
- 加羽沢美濃 - 『クリスマス・メロディーズ』（1997年）に収録。インストゥルメンタルカバー。
- 角聖子 - 『あなたに逢いたくて ～Seiko's Piano Collection』（1997年）に収録。インストゥルメンタルカバー。
- 鈴木邦彦、ベル・シンフォニー - 『星のシンフォニー クリスマス』（1998年）に収録。インストゥルメンタルカバー。
- クリスタル・エンジェルス - 『天使のクリスマス』（2000年）に収録。インストゥルメンタルカバー。
- 小野真弓 - アルバム『winter special edition』（2004年）に収録。
- 如月千早（声：今井麻美） - アルバム『THE IDOLM@STER Christmas for you!』（2007年）に収録。
- 桜乃彩音（宝塚歌劇団） - 2007年
- 麻倉もも - アルバム『VOICE〜声優たちが歌う松田聖子ソング〜 Female Edition』（2020年12月9日）に収録。